# Singular (banda)
Singular é uma banda tailandesa formada em 2010. O grupo é formado pelos músicos Tossaporn "Sin" Achawanuntakul (vocais), ex-integrante da Bangkok Opera, e Chotiwut "Nut" Boonyasit, (violões), ganhador do national guitar awards da tailândia.
Já receberam vários prêmios (banda/grupo do ano, canção do ano), e o grupo é bastante aclamado pela crítica tailandesa.

## Álbuns

### EP

#### 2010The White Room
1. 24.7 (Twenty four Seven)
2. ลอง (Try)
3. เบาเบา (Tender)
4. Game
5. อีกวัน (Days)
6. Faded.acoustic
7. 24.7 (acoustic)

### Álbuns de estúdio

#### 2011The White Room-Decoration- (Peak Chart Position 1)
1. ONE
2. Try
3. เบาเบา (Tender)
4. GAME
5. Days
6. More
7. 24.7 (Twenty four Seven)
8. Worless
9. FADE
10. Some Other Day - Participação especial: Depapepe
11. 24.7 (acoustic) (bonus track)

### Singles

#### 2010
| Single                   | Peak Chart Position |
| ------------------------ | ------------------- |
| 24.7 (Twenty-Four Seven) | 3                   |
| Bao Bao (Tender)         | 1                   |

#### 2011
| Single                        | Peak Chart Position |
| ----------------------------- | ------------------- |
| Long (Try)                    | 1                   |
| ONE                           | 1                   |
| Some Other Day feat. Depapepe | 5                   |
| Niran (Constantly)            | TBA                 |

### DVD
- 2011  The White Room -decoration-

### Participações especiais
- 2011 - Lom Nhao (Jazz Version) - Compilation álbum ‘Bossa in Love’

## Prêmios
- Intensive Watch - 'No.1 Music Chart 2010' - canção 'Bao Bao (Tender)'
- FAT Awards 2011 - ‘Most Favorite Song’ - canção 'Bao Bao (Tender)'1
- Thailand Music Video Awards 2011 (Channel [V]) - ‘Best Art Direction’ - canção ‘24.7’
- Thailand Music Video Awards 2011 (Channel [V]) - ‘Popular New Artist’
- Intensive Watch - 'No.1 Music Chart (May) 2011' - canção 'ONE'
- Bang Awards 2011 - 'Song of The Year' - canção 'Bao Bao (Tender)'
- Bang Awards 2011 - 'Lyric of The Year' - canção 'Bao Bao (Tender)'
- Bang Awards 2011 - 'Group/Duo of The Year'
- Nine Entertain Awards 2011 - 'Song of The Year' - canção 'Bao Bao (Tender)'
- Nine Entertain Awards 2011' - Group/Duo Artist of The Year'
- Seed Awards 2011 - 'Most Popular Song of The Year' - canção 'Bao Bao (Tender)'
- Seed Awards 2011 - 'Best Group/Duo Artist'
- Seed Awards 2011 - 'Best New Comer Artist'
- You2Play Awards 2011 - 'Most Click Music Video'
- MThai Awards 2011 - 'Top Talk-about in Music'
- VirginHitz Awards 2012 - 'Greatz Group'